# Аасіаат
Аасіаат (гренл. Aasiaat дан. Egedesminde) — місто в Західній Гренландії, адміністративний центр комуни Каасуїтсуп. Станом на початок 2010 року населення становить 3005 осіб. 
До 2009 року місто було центром однойменного муніципалітету, розташованого на декількох островах у південній частині затоки Діско. Муніципалітет був поряд із Кекертарсуаком одним із двох розташованих поза основною територією Гренландії. Муніципалітет займав площу близько 4000 км².

## Географія
Найбільшим островом архіпелагу є Саккарліуп Нуна. Він не населений, але має будови для прийому туристів. На західному кінці острова є занедбане село Мунерміут.
На північному заході розташований острів Аасіаат з однойменним містом, з населенням в 3100 осіб. Його координати 68°43′ пн. ш. 52°53′ зх. д. / 68.717° пн. ш. 52.883° зх. д.
На північному сході, за 23 км від Аасіаата розташоване село Акуннак (населення 101 особа), також на однойменному острові.
За 21 км на північний захід від Аасіаата розташоване село Кітсіссуарсуіт (населення 109 осіб), також на невеликому однойменному острові.
За 29 км від Асіата на західному кінці архіпелагу розташоване (також на однойменному острові) занедбане село Вестер Ейланд.
Аасіаат також називають «Містом китів», через часту появу тут цих тварин.

## Історія
Археологи припускають прибуття перших поселенців у регіон у п'ятому тисячоріччі до н. е. Сучасне населення з'явилося тут біля 1200 р. у вигляді мисливців тюленів, що займалися полюванням навесні в Зюдост Бій. Улітку вони переміщалися в Нордре Строфьорд слідом за чередами північних оленів і косяками палтуса. Восени вони поверталися для полювання на морських котиків. Узимку, після замерзання затоки, об'єктами полювання були нарвали й білуги. Люди будували каяки, а взимку використали собачі запряжки.
Поселення, що пізніше стало Аасіаатом, було засновано в 1759 р. Нільсом Егеде, сином Ханса Егеде, норвезького місіонера що заснував Готхоб. Поселення називалося Колонія Егесмінде й розташовувалося на півночі від Нордре Строфьорд, за 125 км південніше нинішнього положення Аасіаата, на своє нинішнє місце містечко було перенесено в 1763 р. Більшість поселенців було китобоями, і вони занесли віспу, що принесла місцевому населенню великих втрат, особливо в 1770-ті рр. До початку XIX ст. населення стабілізувалося й повільно росло — від 390 в 1805 р., до 1269 в 1901 р.
У роки Другий світової Аасіаат був єдиним місцем, з яким окупована німцями Данія могла мати зв'язки, пізніше пункти повідомлення були перенесені в Уумманнак і Сісіміут. Також під час війни американці побудували метеостанцію.
Ріс вилов тріски, для засолювання якої була побудована нова фабрика. В 1950-х були побудована електростанція й телестанція. В 1998 р. була відкрита нова ЗПП аеропорту, на додаток до колишніх вертолітних сполучень (біля заводу по переробці креветок). Нині населення Аасіаата й Кангаатсіака перевищує 3тис., сполучення здійснює Air Greenland.

## Економіка й інфраструктура
Лов риби й крабів, суднобудування й туризм — основні види економічної активності населення. Туристам пропонуються різні види природного й екстремального туризму — плавання на каяках, лижні походи, прогулянки на собачих запряжках, спостереження за китами.
Система утворення представлена 4-ма школами — загальної (Гаммергарфік), сезонної (GU Аасіаат), школою для інвалідів (Адо Лінгеп Атуарфія) і музичною школою (Аасіаатська музична школа).